# Spanische Badminton-Mannschaftsmeisterschaft 2010/11
Die Spanische Badminton-Mannschaftsmeisterschaft 2010/11 war die 25. Auflage der Teamtitelkämpfe in Spanien. Sie startete am 3. September 2010 und endete am 9. April 2011. Meister wurde CB Rinconada.

## Teilnehmende Mannschaften
| Team                    | Ort               | Spielstätte                       |
| ----------------------- | ----------------- | --------------------------------- |
| CB IES La Orden         | Huelva            | Polideportivo Diego Lobato        |
| CB Rinconada            | La Rinconada      | Pabellón Fernando Martín          |
| Ibiza BC                | Ibiza             | Polideportivo Insular Blancadona  |
| CB Pitiús               | Ibiza             | Polideportivo Insular Blancadona  |
| CB Benalmádena          | Benalmádena       | Polideportivo Arroyo de la Miel   |
| CB Alicante             | Alicante          | Pabellón Pedro Ferrándiz          |
| CB Xátiva               | Xàtiva            | Polideportivo Municipal de Játiva |
| CB Paracuellos Torrejón | Torrejón de Ardoz | Polideportivo Jorge Garbajosa     |
| Multicaja Huesca        | Huesca            | Pabellón Juan XXIII               |
| CB Arjonilla            | Arjonilla         | Pabellón Municipal de Arjonilla   |
| CB Veleta               | Granada           | Pabellón de Bola de Oro           |
| CB As Neves             | Las Nieves        | Pabellón Municipal de Las Nieves  |

## Endstand nach Vorrunde

### Gruppe A
| N. | Team               | Punkte | Spiele | Siege | Remis | Niederlagen | Spielverh. | Sätze  | Spielpunkte |
| -- | ------------------ | ------ | ------ | ----- | ----- | ----------- | ---------- | ------ | ----------- |
| 1  | CB Rinconada       | 27     | 10     | 9     | 0     | 1           | 51-19      | 110-44 | 2972-2270   |
| 2  | CB Torrejón Saglas | 27     | 10     | 9     | 0     | 1           | 49-21      | 104-49 | 2891-2396   |
| 3  | CB Veleta          | 15     | 10     | 5     | 0     | 5           | 35-35      | 80-76  | 2745-2762   |
| 4  | Ibiza BC           | 12     | 10     | 4     | 0     | 6           | 34-36      | 73-87  | 2660-2878   |
| 5  | CB Xátiva          | 9      | 10     | 3     | 0     | 7           | 31-39      | 70-86  | 2651-2715   |
| 6  | CB As Neves        | 0      | 10     | 0     | 0     | 10          | 10-60      | 30-125 | 2210-3108   |

### Gruppe B
| N. | Team             | Punkte | Spiele | Siege | Remis | Niederlagen | Spielverh. | Sätze  | Spielpunkte |
| -- | ---------------- | ------ | ------ | ----- | ----- | ----------- | ---------- | ------ | ----------- |
| 1  | CB IES La Orden  | 30     | 10     | 10    | 0     | 0           | 55-15      | 116-39 | 3034-2352   |
| 2  | Multicaja Huesca | 21     | 10     | 7     | 0     | 3           | 43-27      | 96-65  | 2934-2701   |
| 3  | CB Alicante      | 21     | 10     | 7     | 0     | 3           | 40-30      | 90-66  | 2865-2636   |
| 4  | CB Benalmádena   | 9      | 10     | 3     | 0     | 7           | 30-40      | 66-91  | 2725-2870   |
| 5  | CB Pitiús        | 9      | 10     | 3     | 0     | 7           | 25-45      | 60-97  | 2563-2927   |
| 6  | CB Arjonilla     | 0      | 10     | 0     | 0     | 10          | 17-53      | 42-112 | 2381-3016   |

## Viertelfinale
| Heim                    | Ergebnis | Gast        | Hin | Rück |
| ----------------------- | -------- | ----------- | --- | ---- |
| Multicaja Huesca        | 9-5      | CB Veleta   | 5-2 | 4-3  |
| CB Paracuellos Torrejón | 11-3     | CB Alicante | 4-3 | 7-0  |

## Halbfinale
| Team 1          | Ergebnis | Team 2                  | Hin | Rück |
| --------------- | -------- | ----------------------- | --- | ---- |
| CB Rinconada    | 10-4     | Multicaja Huesca        | 5-2 | 5-2  |
| CB IES La Orden | 8-6      | CB Paracuellos Torrejón | 4-3 | 4-3  |

## Finale
| Team 1       | Ergebnis | Team 2          | Hin | Rück |
| ------------ | -------- | --------------- | --- | ---- |
| CB Rinconada | 8-6      | CB IES La Orden | 4-3 | 4-3  |

## Abstiegsrunde
| Heim           | Ergebnis | Gast           | Hin | Rück |
| -------------- | -------- | -------------- | --- | ---- |
| CB Xátiva      | 8-6      | CB Benalmádena | 4-3 | 4-3  |
| Ibiza BC       | 9-5      | CB Pitiús      | 5-2 | 4-3  |
| CB Benalmádena | 10-4     | CB As Neves    | 5-2 | 5-2  |
| CB Pitiús      | 9-5      | CB Arjonilla   | 5-2 | 4-3  |